# Río Mulchén
El río Mulchén es un curso natural de agua que nace en el valle Central, en la Región del Biobío, y fluye con dirección general NO hasta desembocar en el río Bureo.

## Trayecto
El río Mulchén nace de la confluencia de varios esteros en el valle Central que fluyen entre el río Renaico por el sur y el río Bureo por el norte. Su curso es bastante constante en dirección NO hasta su llegada a la ciudad de Mulchén que bordea por el sureste para desembocar en la ribera sur del río Bureo. Su longitud es de 50 km.: 426 

## Caudal y régimen

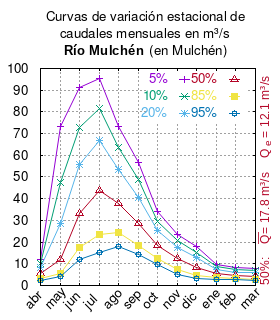
Curvas de variación estacional del río Mulchén en Mulchén.

La subcuenca media del río Biobío está compuesta por la parte media del río Biobío, desde antes de la confluencia del río Lirquén hasta la confluencia del río Vergara, incluyendo los afluentes Bureo, Mulchén, Lirquén y Duqueco. En esta subcuenca se observa un régimen pluvial, con excepción del cauce principal que mantiene un régimen pluvio–nival. El período de estiaje es común a toda la subcuenca y se observa en el trimestre enero, febrero, marzo, debido a las bajas precipitaciones y al uso intensivo de agua para riego.: 91–92 
Según los datos de sus curvas de variación estacional, su caudal representativo es de 12,1 m³/s si se toma la mediana (estadística) y 17,8 m³/s si se considera la media (estadística), pero H. Niemeyer, en los años 1980, lo daba con 23,5 m³/s.: 426 
El caudal del río (en un lugar fijo) varía en el tiempo, por lo que existen varias formas de representarlo. Una de ellas son las curvas de variación estacional que, tras largos periodos de mediciones, predicen estadísticamente el caudal mínimo que lleva el río con una probabilidad dada, llamada probabilidad de excedencia. La curva de color rojo ocre (con {\displaystyle {\color {Red}\vartriangle }}) muestra los caudales mensuales con probabilidad de excedencia de un 50 %. Esto quiere decir que ese mes se han medido igual cantidad de caudales mayores que caudales menores a esa cantidad. Eso es la mediana (estadística), que se denota Qe, de la serie de caudales de ese mes. La media (estadística) es el promedio matemático de los caudales de ese mes y se denota {\displaystyle {\overline {Q}}}.
Una vez calculados para cada mes, ambos valores son calculados para todo el año y pueden ser leídos en la columna vertical al lado derecho del diagrama. El significado de la probabilidad de excedencia del 5 % es que, estadísticamente, el caudal es mayor solo una vez cada 20 años, el de 10 % una vez cada 10 años, el de 20 % una vez cada 5 años, el de 85 % quince veces cada 16 años y la de 95 % diecisiete veces cada 18 años. Dicho de otra forma, el 5 % es el caudal de años extremadamente lluviosos, el 95 % es el caudal de años extremadamente secos. De la estación de las crecidas puede deducirse si el caudal depende de las lluvias (mayo-julio) o del derretimiento de las nieves (septiembre-enero).

## Historia
Francisco Solano Asta-Buruaga y Cienfuegos escribió en 1899 en su obra póstuma Diccionario Geográfico de la República de Chile sobre el río:
Mulchén (Río de).-—Se contiene en el departamento de su nombre y tiene origen en la laguna de Ral. Corre hacia el NO., recibiendo por su izquierda, como á las tres cuartas parte de su carrera, al riachuelo de Rehuén, que es su principal afluente, y va á juntarse con el Bureo al lado occidental de la ciudad de Mulchén, bañando su costado sur. Su curso, de unos 50 kilómetros, es ordinariamente de poco caudal, de ligero declive y de riberas con algún arbolado.